# Caradog ap Bran
Caradog ap Bran (anche Caradoc) nella mitologia e nella letteratura gallesi il figlio di re Brân il Benedetto, che appare nel secondo ramo del Mabinogion nella storia di Branwen ferch Llŷr. È anche menzionato nelle Triadi gallesi e in alcune genealogie medievali gallesi. Suo nonno era il dio del mare Llŷr, mentre i suoi zii erano Manawydan, Branwen, Efnisien and Nisien.